# Фретес, Алексис
Але́ксис Рамо́н Фре́тес Лу́го (исп. Alexis Ramón Fretes Lugo; род. 25 сентября 2005, Сьюдад-дель-Эсте) — парагвайский футболист, защитник клуба «Либертад».

## Клубная карьера
Фретес — воспитанник клубов «Либертад». 6 августа 2024 года в матче против «Спортиво Триниденсе» он дебютировал в парагвайской Примере. 22 марта 2025 года в поединке против «Хенераль Кабальеро» Алексис забил свой первый гол за «Либертад». 

## Международная карьера
В 2023 году в составе молодёжной сборной Парагвая Фретес принял участие в молодёжном чемпионате Южной Америки в Колумбии. На турнире он сыграл в матчах против сборных Уругвая и Бразилии.
В 2025 году в Фретес во второй раз принял участие в молодёжном чемпионате Южной Америки в Венесуэле. На турнире он сыграл в матчах против сборных Венесуэлы, Аргентины и Чили.